# 부산울산권
부산울산권은 부산광역시를 중심으로 하는 대도시권이다. 대도시권 교통관리에 관한 특별법 시행령(대통령령)의 별표 1(대도시권의 범위(제2조관련))에 의하여 부산광역시, 울산광역시, 경상남도 양산시, 김해시, 창원시, 거제시, 밀양시, 경상북도 경주시로 규정되어 있다. 대한민국의 도시권의 영역을 보면 법적상 수도권 다음으로 2번째로 가장 큰 규모를 가지고 있다.

## 같이 보기
- 부산 도시철도
- 동해선
- 부전마산선